# خلة (النمط الظاهري)

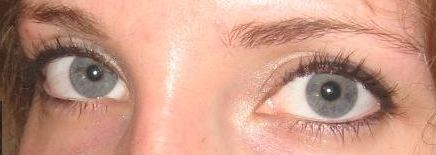

الخَلّة (بالإنجليزية: Phenotypic trait)‏ هي صورة مختلفة لإحدى الخواص الظاهرية للكائن الحي والتي يمكن أن تتأتى بالوراثة، أو البيئة، أو كلتاهما معاً. فعلى سبيل المثال، لون العينين هو خاصية أو ميزة مجردة، بينما لون العينين الأزرق، البني، أو العسلي هو خلة.

## تعريف
الخلة هي سمة واضحة يمكن ملاحظتها، فهي تمثل الكود الجيني بحيث يمكن رؤيتها أو قياسها. أحد الأمثلة على الخلات هو لون الشعر، هنالك جينات تتحكم به وتمثل الأساس الذي يقوم عليها، وهي تشكل النمط الجيني. ولكن لون الشعر الذي نلاحظه ونراه فعلياً هو النمط الظاهري. النمط الظاهري هو كامل الخواص الفيزيائية الخاصة بالكائن الحي. التركيب الجيني والضغوط البيئية التي يتعرض لها الكائن الحي هي التي تتحكم بنمطه الظاهري.
الخلة قد تكون ميزة واحدة مفردة أو عيار يمكن قياسه. لكن معظم السمات المهمة من أجل التحليل الجيني تتواجد بصور وأشكال مختلفة لدى الأفراد المختلفين.
الخلة المرئية هي الناتج النهائي لكثير من العمليات الجزيئية والكيميائية الحيوية.

## الأصل الوراثي للسمات في الكائنات ثنائيّة الصبغة
يطلق على الوحدة القابلة للتوريث التي قد تؤثر على سمة ما اسم الجين. الجين هو جزء من الكروموسوم، وهو عبارة عن سلسلة طويلة جدًا من الحمض النووي الريبيّ منقوص الأوكسجين DNA والبروتينات. تعتبر القطعة المركزيّة أو القسيم المركزيّ (بالإنجليزية (Centromere نقطةً مرجعيّة مهمّة على طول الكروموسوم، ويُشارُ إلى المسافةِ من الجين إلى القسيم المركزي باسم الموقع الكروموسومي أو الموضع الصبغوي (بالإنجليزية (Locus.
تحتوي نواة خليّة ثنائيّة المجموعة الكروموسوميّة على اثنين من كل كروموسوم، مع أزواج متجانسة (معظمها متطابقة) من الكروموسومات لها نفس الجينات في نفس الموضع.
تنجم الّسمات الوراثية الظاهريّة المختلفة عن أشكال مختلفة من الجينات، أو الألّيلات التي تنشأ عن طفرة في فرد واحد وتنتقل إلى أجيال متعاقبة.

## التعبير المندليّ للجينات في الكائنات ثنائيّة الصيغة الصبغيّة
الجين ليس إلّا تسلسل رمز الحمض النووي. وتسمّى التغيرّات المختلفة بعض الشيء في هذا التسلسل بالألّيلات. يمكن أن تكون الألّيلات مختلفة بشكل كبير وتنتج حموض نووية ريبية RNAs مختلفة.
تستمر مجموعات من الألّيلات المختلفة بتوليدِ سماتٍ مختلفة من خلال تدفّق المعلومات. على سبيل المثال، إذا أظهرت الألّيلات الموجودة على الكروموسومات المتماثلة علاقة «سيادة بسيطة»، فإنّ سمة ألّيل «سائد» تظهر في النمط الظاهري.
كان غريغور مندل رائدًا في علم الوراثة الحديث. واستندت تحليلاته الأكثر شهرة على سمات واضحة مع سيادة بسيطة. وصل مندل إلى أنّ الوحدات الوراثية، التي نسمّيها الآن الجينات، تتواجد على شكل أزواج. وكانت الإحصائيّات هي أداته في الوصول إلى هذه النتائج.

## الكيمياء الحيويّة للسيادة وملحقات التعبير عن السمات
تحدّد الكيمياء الحيوية للبروتينات المتوسطيّة كيفيّة تفاعلها في الخليّة. لذلك، تتنبّأ الكيمياء الحيويّة بكيفيّة إنتاج تركيبات مختلفة من الألّيلات لسمات مختلفة.
تشمل أنماط التعبير الممتدّ التي تظهر في الكائنات ثنائيّة الصيغة الصبغيّة جوانب من السيادة غير المكتملة، والتشفير، والألّيلات المتعدّدة. السيادة غير المكتملة هي الحالة التي لا يُسيطر فيها أيّ ألّيل على آخر في لاقحة متغايرة (زيجوت متغايرة الألائل). بدلاً من ذلك يكون النمط الظاهري هو المتوسّط في اللاقحات متغايرة الزيجوت. وبالتالي يمكن القول أنّ كلّ أليل متواجد في الزيجوت متغايرةُ الأَلائل. يشير مصطلح السيادة المشتركة (بالانكليزية Codominance) إلى العلاقة الألّيلية التي تحدث عندما يتم التعبير عن اثنين من الألّيلات في الزيجوت متغايرة الألائل، وكلاهما يظهران في الأنماط الظاهرية في وقتٍ واحد. وتشير الألّيلات المتعدّدة إلى الحالة التي يكون فيها أكثر من ألّيلين شائعين اثنين لجينٍ معين. تُعتبر فصائلُ الدمّ في البشر مثالاً كلاسيكيّاً للأليلات المتعدّدة. تعدّ بروتينات فصيلة الدم ABO مهمّة جدّاً في تحديدِ فصيلةِ الدّم لدى البشر، ويتم تحديد ذلك من خلال ألّيلات مختلفة للموضع الواحد.

## النمط الفصامي
النمط الفصامي هو مثال على سمة نفسيّة ظاهريّة موجودة في اضطرابات طيف الفصام. أظهرت الدراسات أنّ الجنس والعمر يؤثّران على التعبير عن سمات الفصام. على سبيل المثال، قد تتطوّر بعض السمات الفصامية أثناء فترة المراهقة، في حين تبقى سمات أخرى كما هي خلال هذه الفترة. [بحاجة لمصدر